# Котяча акула Ідзу
Котяча акула Ідзу (Scyliorhinus tokubee) — акула з роду Котяча акула родини Котячі акули.
Назва Scyliorhinus tokubee розглядається як синонім Scyliorhinus torazame.

## Опис
Загальна довжина досягає 41 см. Спостерігається статевий диморфізм: самці трохи більші за самиць. Голова відносно велика, трохи сплощена. Морда округла. Очі великі, мигдалеподібні, з кліпальною перетинкою. За ними розташовані маленькі бризкальця. Носові клапани невеличкі. Губні борозни лише на нижній губі. Рот невеликий, серпоподібний. Зуби дрібні та гострі, розташовані в декілька рядків. Має 5 пар коротких зябрових щілин. тулуб стрункий. Грудні плавці розвинені, широкі, з округлими кінчиками. Має 2 маленьких спинних плавці, з яких передній більший за задній. Передній спинний плавець розташований навпроти кінця черевних плавців, задній спинний — навпроти кінця анального плавця. Хвостовий плавець невеликий, округлих форм, гетероцеркальний.
Забарвлення сіро-коричневе. На спині, боках та плавцях розташовані великі, безформні плями темно-коричневого кольору, які нагадують військове маскування. По всьому тілу довільно розкидані численні білі плямочки. Черево має білуватий колір.

## Спосіб життя
Тримається на глибинах від 100 до 317 м. Надає перевагу скелястим та кам'янистим місцинам. Активна вночі. Полює біля дна, є бентофагом. Живиться невеликими ракоподібними і молюсками, а також молоддю костистих риб, морськими червами.
Статева зрілість настає у самців при розмірах 35-41 см, самиць — 35-38 см, що відповідає віку 5 років. Це яйцекладна акула. Самиця відкладає 2 яйця з вусиками, якими вони чіпляються за каміння або водорості. Інкубаційний період триває близько 6 місяців. Народженні акуленята мають довжину 10 см.
Не є об'єктом промислового вилову. Відбувається вилов цієї акули для акваріумів, оскільки вона легко пристосовується до неволі, навіть розмножується (як це відбулося в плавучому океанаріумі міста Сімода).

## Розповсюдження
Мешкає біля південного сходу острова Хонсю — півострова Ідзу (Японія). Звідси походить назва цієї акули.